# سامية فهمي
سامية فهمي (15 مايو 1915 - 1974 ) هي ممثلة مصرية.

## حياتها ومسيرتها
من مواليد 15 مايو 1915. قامت بالتمثيل في 8 مسلسلات إذاعية ومسرحيتين و11 فيلماً وبدأت بالأدوار الثانوية ثم المشاركة في البطولة.

## قائمة أفلامها
فيلم «عايدة» للمخرج أحمد بدرخان عام 1942
فيلم «خفايا الدنيا» للمخرج إبراهيم لاما عام 1942
فيلم «المتهمة» للمخرج هنري بركات عام 1942
فيلم «الطريق المستقيم» للمخرج توجو مزراحي عام 1943
فيلم «عدو المرأة» للمخرج عبد الفتاح حسن عام 1946
فيلم «عادت إلى قواعدها» للمخرج محمد عبد الجواد عام 1946
فيلم «الغيرة» للمخرج عبد الفتاح حسن عام 1946
فيلم «العقاب» للمخرج هنري بركات عام 1948
فيلم «الأفوكاتو مديحة» للمخرج يوسف وهبي عام 1950
فيلم «غريبة» للمخرج أحمد بدرخان عام 1958
فيلم «نهر الحب» للمخرج عز الدين ذو الفقار عام 1960

## وصلات خارجية
- سامية فهمي على موقع السينما
- سامية فهمي على موقع دهليز